# Comunitat d'aglomeració Grand Paris Sud Seine-Essonne-Sénart
La comunitat d'aglomeració Grand Paris Sud Seine-Essonne-Sénart (en francès: communauté d'agglomération Grand Paris Sud Seine-Essonne-Sénart) és una estructura intercomunal dels departaments de Sena i Marne i l'Essonne, a la regió de l'Illa de França.
Creada al 2016, està formada per 24 municipis, dels quals setze són de l'Essonne i la resta del Sena i Marne. La seu es troba a Courcouronnes.

## Municipis

### Essonne
1. Bondoufle
2. Corbeil-Essonnes
3. Le Coudray-Montceaux
4. Courcouronnes
5. Étiolles
6. Évry
7. Grigny
8. Lisses
9. Morsang-sur-Seine
10. Ris-Orangis
11. Saint-Germain-lès-Corbeil
12. Saint-Pierre-du-Perray
13. Saintry-sur-Seine
14. Soisy-sur-Seine
15. Tigery
16. Villabé

### Sena i Marne
1. Cesson
2. Combs-la-Ville
3. Lieusaint
4. Moissy-Cramayel
5. Nandy
6. Réau
7. Savigny-le-Temple
8. Vert-Saint-Denis